# إيغور بودان
إيغور بودان (بالكرواتية: Igor Budan)‏ ، من مواليد 22 أبريل 1980 في رييك في كرواتيا، لاعب كرة قدم كرواتي.
يلعب مع نادي بارما الإيطالي منذ عام 2006.
بدأ باللعب مع منتخب كرواتيا لكرة القدم منذ عام 2007.

## روابط خارجية
- إيغور بودان على موقع الاتحاد الدولي (مؤرشف)  (الإنجليزية)
- إيغور بودان على موقع اتحاد كرواتيا (الكرواتية)
- إيغور بودان على موقع قاعدة بيانات كرة القدم.إي يو (الإنجليزية)
- إيغور بودان على موقع ناشيونال فوتبول تيمز (الإنجليزية)
- إيغور بودان على موقع Soccerway.com (الإنجليزية)
- إيغور بودان على موقع عالم كرة القدم.نت (الإنجليزية)
- إيغور بودان على موقع كووورة
- إيغور بودان على موقع AS.com (الإسبانية)